# Joseph Vialatoux
Joseph Vialatoux (1880-1970) est un philosophe français, écrivain et professeur.

## Biographie
Fils de notaire rural, il naît le 2 juillet 1880 à Grézieu-la-Varenne. Il fait ses études à Lyon au collège des Chartreux et les poursuit en droit puis en lettres et en philosophie dans les Facultés de Lyon.
À la suite d'une rencontre avec Marius Gonin en 1902, il commence à militer au service du Catholicisme social et devient l'une des figures des catholiques sociaux lyonnais. Journaliste, conférencier, il devient en 1907 secrétaire de rédaction de la  Démocratie du Sud-Est  qui deviendra la  Chronique sociale  en 1909. Il donne ses premiers cours de philosophie aux Semaines sociales, à Saint-Étienne en 1911 et en 1913 à Versailles sur "l'illusion matérialiste" et "l'irresponsabilité libérale en économie".
Marié à Jeanne Audibert depuis 1905 dont il a eu cinq enfants, il est mobilisé en 1914 jusqu'en février 1919. Professeur de l'enseignement catholique dans le secondaire, il poursuit sa collaboration active à la Chronique sociale et aux Semaines sociales pendant l'Entre-deux-guerres. Il édite sept livres à Paris entre 1923 et 1939 et rédige des articles pour une demi douzaine de revues.
Il prend nettement position contre le maurassisme et s'oppose à l'Action française.
Il fonde en 1937, le Syndicat de l’enseignement libre du second degré et technique de la région académique de Lyon, affilié à la CFTC. Il en fut vice-président jusqu’en 1951, puis président d’honneur.
Il a aussi été résistant lors de la Seconde Guerre mondiale notamment en cachant des juifs dans sa maison à Vaugneray.
Il meurt le 2 mars 1970 à Vaugneray.

## Publications
Une vingtaine de livres entre 1927 et 1962, une soixantaine d'articles dans la Chronique sociale, une trentaine dans d'autres revues philosophiques et chrétiennes, une douzaines de cours aux Semaines sociales, voilà en résumé les publications de Joseph Vialatoux et en détail les parutions suivantes:
- La Liberté de la Personne Humaine (P.U.F.)
- La Philosophie séparatiste de Locke et l'irresponsabilité libérale, 1913.
- Un Grand débat catholique et français: Témoignages sur l'Action française, Paris, 1927.
- La Doctrine catholique et l'école de Maurras, étude critique [Texte imprimé], Paris, 1927.
- Le Discours et l'intuition : leçons philosophiques sur la connaissance humaine et la croyance, introductives à l'étude de la logique et de la métaphysique, Préface de Jacques Chevalier, Paris, 1930.
- Morale et politique : réflexions sur les études du P. de Broglie, science politique et doctrine chrétienne, 1931.
- Philosophie économique : études critiques sur le naturalisme, 1932.
- La Cité totalitaire de Hobbes : théorie naturaliste de la civilisation : essai sur la signification de l'existence historique du totalitarisme, 1935.
- De Durkheim à Bergson, Ed. Bloud & Gay, 1939.
- Pour lire Platon, Paris, 1939.
- Le Problème de la légitimité du pouvoir, Vichy, ou de Gaulle ?, Paris, 1945.
- L'intention philosophique, Paris, 1952.
- Signification humaine du travail,Paris, 1953.
- La morale de Kant, Paris, 1956.
- Le peuplement humain : faits et questions, doctrines et théories, signification humaines du mariage. Tome premier, Faits et questions, Paris, 1957
- Le peuplement humain : faits et questions, doctrines et théories, signification humaine du mariage. Tome II, Doctrines et théories, Signification humaine du mariage, Paris, 1959.
- La répression et la torture : essai de philosophie morale et politique, 1957.

Édition en collaboration:
- Humanisme et Philosophie citoyenne. Joseph Vialatoux et Jean Lacroix (E. Gabellieri et P. Moreau dir.), DDB-Lethielleux, 2010